# Evolution (Darknet-Markt)
Evolution war ein im Tor-Netzwerk als Hidden Service betriebener Darknet-Markt, auf dem unter anderem illegale Drogen, Waffen und gestohlene Daten gehandelt wurden. Als Zahlungsmittel wurde ausschließlich die Kryptowährung Bitcoin akzeptiert. Bis zu seinem Fall im März 2015 durch einen Exit-Scam seitens der Betreiber Verto und Kimble war Evolution neben Agora der größte Darknet-Markt.